# Обдорский район
Обдорский район — административно-территориальная единица Тобольского округа Уральской области с центром в селе Обдорск (ныне город Салехард), существовавший в 1923—1930 годы.

## История
Обдорский район образован 3 ноября 1923 года в составе Тобольского округа Уральской области. В состав района вошли Мужевская, Куноватская и Обдорская волости упразднённого Берёзовского уезда.
В состав района входили Кушеватский, Мужеский, Обдорский, Тазовский и Хэнский сельсоветы. В начале 1924 года образован Норинский сельсовет, упразднен в июле этого же года. В 1926 году образован Сынский сельсовет.
В соответствии с «Временным положением об управлении туземных народностей и племен северных окраин РСФСР» от 25 октября 1926 года Кушеватский, Тазовский, Сынский сельсоветы преобразованы в туземные районы. В туземных районах образованы родовые советы.
В 1930 в районе было 3 сельсовета (Мужевский, Обдорский, Хэнский) и 6 туземных районов (Кушеватский, Сынский, Тазовский, Уральский, Шурышкарский, Ямальский).
10 декабря 1930 года президиум ВЦИК принял постановление «Об организации национальных объединений в районах расселения малых народностей Севера». Обдорский район при этом был упразднён, его территория была включена в состав Ямальского (Ненецкого) национального округа, за исключением Кушеватского, Мужевского сельсоветов и Шурышкарского туземного района, отошедших соседнему Остяко-Вогульскому национальному округу.